# Црква Светих апостола Петра и Павла у Криваји
Црква Светих апостола Петра и Павла у Криваји налази се у општини Приједор, Република Српска, Босна и Херцеговина. Припада Српској православној цркви, и Епархији бањалучкој.